# Atractus nicefori
Atractus nicefori — вид змій родини полозових (Colubridae). Ендемік Колумбії.

## Поширення і екологія
Atractus nicefori мешкають в горах Західного і Центрального хребта Колумбійських Анд в департаменті Антіокія. Вони живуть у вологих гірських тропічних лісах. на висоті від 2000 до 2500 м над рівнем моря.

## Збереження
МСОП класифікує цей вид як вразливий. Atractus nicefori загрожує знищення природного середовища.